# رشته‌کوه‌های ردوپه
رشته‌کوه‌های ردوپه در جنوب خاوری اروپا قرار دارد. بیش از ۸۳ درصد آن در بلغارستان و باقی آن در یونان قرار دارد. بلندترین نقطه آن، قله گلیام پرلیک (به ارتفاع ۲٬۱۹۱ متر) هفتمین کوه مرتفع بلغارستان است. بوم‌سار جنگل مخلوط ردوپه نام خود را از نام این رشته کوه گرفته است.
بخش عظیمی از منابع برق آبی بلغارستان از بخش‌های باختری این رشته‌کوه تأمین می‌شود. همچنین در یونان نیز نیروگاه‌های برق آبی Thisavros و Platanovrysi در این رشته‌کوه‌ها ساخته شده‌اند. رشته‌کوه‌های ردوپه میراث فرهنگی غنی‌ای را در خود جای داده است از جمله مکان‌های باستانی تراکیان مثل پپریکون، تاتول و بلینتاش، دژهای متعلق به سده‌های وسطی، کلیساها و صومعه‌ها، روستاهای رنگارنگ با معماری سنتی بلغاری به جا مانده از سده‌های ۱۸ام و ۱۹ام.

## نام و وجه تسمیه
نام این رشته‌کوه از نام یک رود گرفته شده است و بخش رود در آن به معنی رود است.
در اساطیر یونانی ملکه ردوپه که در سرزمین تراکیه از خدایان دفاع می‌کرد، زن هائموس (Haemus) بود و به مجازات کاری که با شوهرش کرده بود توسط زئوس و هرا به کوه تبدیل شد.
رشته‌کوه‌های ردوپه با شخصیت اسطوره‌ای اورفئوس نیز ارتباط دارند.

## جغرافیا
از نظر ژئومورفولوژی ردوپه بخشی از توده‌کوه ریلو-ردوپه می‌باشد که از قدیمی‌ترین خشکی‌های شبه‌جزیره بالکان است. مساحت رشته‌کوه‌های ردوپه بیش از ۱۴٬۷۳۵ کیلومتر است که ۱۲٬۲۳۳ کیلومتر آن در خاک بلغارستان واقع شده است. این رشته‌کوه طویل‌ترین رشته کوه کشور بلغارستان است. طول این رشته‌کوه ۲۴۰ کیلومتر و عرض آن، حدود ۱۰۰ تا ۱۲۰ کیلومتر می‌باشد. ارتفاع آن به طور متوسط ۷۸۵ متر (۲٬۵۷۵ فوت)است. دامنه‌های شمالی این رشته‌کوه‌ها به جلگه تراکیه بالایی منتهی می‌شود.ردوپه از باختر به زین آورام (Avram)، یوندولا (Yundola)و دره رود نوستوس (Nestos river) می‌رسد. از جنوب و خاور به مرز یونان می‌رسد. ردوپه سیستم پیچیده‌ای از یال‌ها و دره‌های عمیق رودخانه‌ای است.

## پیشینه
این کوهستان از دوران پیشاتاریخ مسکونی بوده است و در غارهای آن آثار باستانی پیدا شده است.

## مردم
این منطقه کم تراکم برای صدها سال جایگاه زندگی مردمانی از اقوام مختلف با دین‌های گوناگون بوده است. علاوه بر بلغاری‌های ارتدکس و یونانی‌ها، جوامعی از مردمان مسلمان نیز در این کوهستان‌ها زندگی می‌کنند از جمله پوماک‌ها که عمدتاً در بخش‌های باختری یا ترک‌های بلغاری که در بخش‌های خاوری زندگی می‌کنند. یک قوم صحرانورد یونانی به نام ساراکاتسانی نیز که بین تراکیه شمالی و دریای اژه جابه جا می‌شدند منسوب به این کوهستان هستند.

## اقتصاد

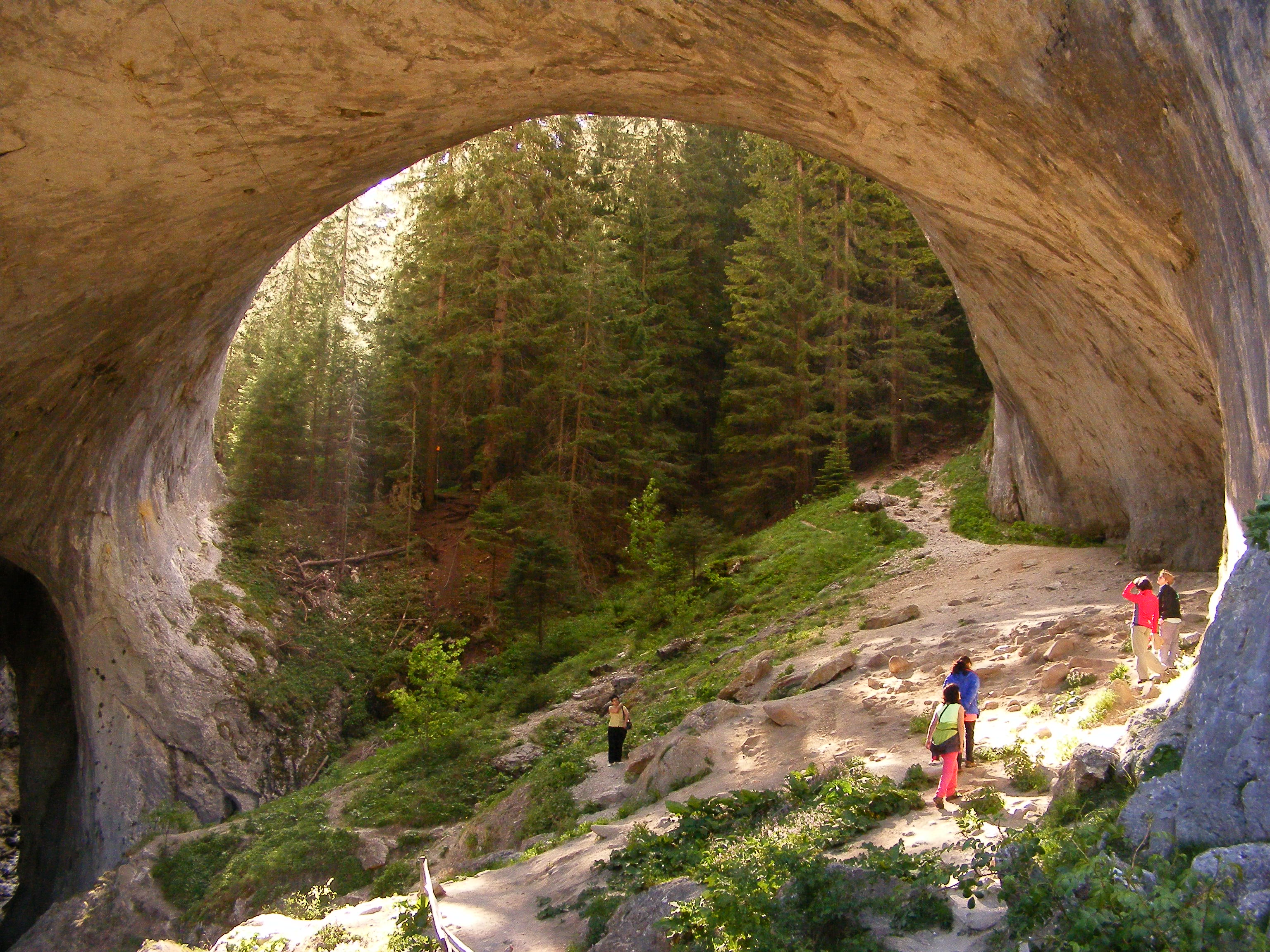
یکی از پل‌ها شگفت‌انگیز از جاذبه‌های گردشگری رشته‌کوه‌های ردوپه

اقتصاد منطقه ردوپه بیشتر در عرصه خدمات، گردشگری، صنعت و کشاورزی است. 
دامپروری، جنگلداری و تنباکو از مهمترین فعالیت‌های کشاورزی ساکنان این رشته‌کوه‌ها است. از آنجا که جمعیت مسلمانان زیاد است، خوک بسیار کم یافت می‌شود اما گوسفند به وفور یافت می‌شود که به طور سنتی متعلق به این کوه‌ها است. تنباکو در خاور این رشته‌کوه‌ها کشت می‌شود و بخش بزرگی از تولید ملی را تشکیل می‌دهد.
صنعت به خوبی توسعه یافته است. یکی از عمده‌ترین صنایع، معدن‌داری است. حدود ۸۰ معدن سرب و روی وجود دارد که از بزرگ‌ترین ذخایر اروپا به شمار می‌آیند. این معادن بیشتر در بخش‌های مرکزی رشته‌کوه، در مرز یونان و بخش‌های خاوری واقع شده‌اند. 
گردشگری یک صنعت مهم و رو به رشد است. مهمترین سایت‌های گردشگری برای فصل زمستان، پامپروو (Pamporovo)و شپه‌لار (Chepelare) هستند و برای فصل تابستان اردوگاه‌های بسیار، پناهگاه کار سد و دره‌های سرسبز وجود دارند. غارهایی که در مرز با یونان واقع شده‌اند مثل غار یاگودینسکا (Yagodinska cave)، اولوویستا (Uhlovitsa)، غار گلوی شیطان (Devil's Throat Cave)، اسنژانکا (غار) (Snezhanka (cave))، الخ در بین غارشناسان از شهرت بسیاری برخوردارند و علاوه بر اشکال دیدنی دارای رودها و دریاچه‌های زیرزمینی هستند. خرابه‌های دژهای قدیمی، سایت‌های تراکیان مثل پرپریکون و تاتول، روستاهای سبک احیای ملی (National Revival)، و صومعه‌های موجود مورد استقبال بازدید کنندگان بلغاری و گردشگران خارجی قرار می‌گیرند.

## اهمیت فرهنگی
قله ردوپی در جزیره لیوینگستون (Livingston Island)در جنوبگان از روی این رشته‌کوه نامگذاری شده است.